# The Bad Batch
The Bad Batch è un film del 2016 diretto da Ana Lily Amirpour.
La pellicola, di genere distopico postapocalittico, è stata presentata in concorso, il 6 settembre 2016, alla 73ª Mostra internazionale d'arte cinematografica di Venezia.

## Trama
In un futuro prossimo non meglio individuato temporalmente, una giovane donna di nome Arlen è stata processata e successivamente trasportata all'interno di un'area confinante col Texas in cui le persone che vengono considerate "indesiderate" dalla società (da cui il titolo The Bad Batch, la cui traduzione in Italiano è Il Lotto "Difettoso") sono costrette a vivere come fuorilegge. Un cartello posto all'esterno dell'area indica che la stessa non è considerata parte degli Stati Uniti d'America e che le leggi ed i diritti della cittadinanza non sono applicabili in questo luogo.
Poco dopo Arlen viene attaccata da due donne a bordo di un cart da golf, dopo di che perde i sensi. Quando si risveglia si rende conto di essere incatenata ed in balia di persone cannibali che, dopo averla nuovamente posta in stato d'incoscienza, le amputano il braccio e la gamba destra. Priva dei due arti, Arlen successivamente si copre con le proprie feci, costringendo una delle cannibali che la tengono prigioniera a liberarla per lavarla. Arlen approfitta della situazione per uccidere la donna e scappare, servendosi di uno skateboard per spostarsi.
La ragazza viene trovata nel deserto dall'Eremita, un vagabondo muto, che la porta in una città sorta nell'area, Comfort Town, dove viene medicata e le viene fornita la protesi di una gamba destra.
Cinque mesi dopo, una Arlen ormai guarita, esce in esplorazione nel deserto circostante a Comfort Town, dove nota un cart da golf simile a quello utilizzato dalle cannibali che l'avevano rapita. Poco distante dal cart trova una madre con la figlia mentre rovistano tra alcuni rifiuti. Comprendendo che sono cannibali, Arlen spara alla madre, uccidendola, vendicandosi idealmente per quanto da lei subito in passato. Quindi porta con sé la bambina a Comfort, ma viene nel frattempo notata dall'Eremita. Rientrata a Comfort, Arlen partecipa ad un rave organizzato da Il Sogno, il leader-culto della comunità di Comfort.
Nel frattempo Miami Man, il padre della bambina presa da Arlen, si accorge della scomparsa della bambina. L'Eremita, in cambio di un ritratto da parte di Miami Man, gli suggerisce di "trovare Comfort". Durante il rave Arlen prende un acido e, in preda agli effetti dello stupefacente, esce da Comfort e vaga nel deserto, dove incontra Miami Man, che la riconosce come una cittadina di Comfort. Sotto minaccia di morte, le impone di accompagnarlo a Comfort, dove lei potrà entrare e trovare sua figlia.
Arlen e Miami Man si conoscono meglio durante il viaggio a Comfort. Lui uccide un altro cannibale che voleva Arlen per mangiarla e successivamente le rivela di essere stato portato nel Bad Batch in quanto immigrato cubano clandestino. Prima dell'arrivo in città, i due vengono raggiunti da un uomo di Comfort che spara a Miami Man, ferendolo, e libera Arlen riportandola in città.
Sentendosi in colpa per quanto accaduto, Arlen inizia a cercare la figlia di Miami Man. La individua mentre sta uscendo dal palazzo del Sogno. Quindi va a far visita al Sogno, che, mostrandole alcune droghe preparate dalle sue numerose concubine, le spiega che esse sono alla base dell'economia di Comfort. Quando Arlen si offre di entrare a far parte del suo harem, il Sogno accetta. Tuttavia questo è solo uno stratagemma utilizzato da Arlen che, prendendo in ostaggio con la sua pistola una concubina incinta del Sogno, si fa consegnare la figlia di Miami Man e lascia con lei la città. Inoltrandosi nel deserto su un cart da golf sottratto al Sogno, Arlen e la bambina incontrano Miami Man, che nel frattempo era stato soccorso e medicato dall'Eremita. Arlen consegna la bambina al suo legittimo padre e gli chiede di potersi unire a loro. Egli cerca di scoraggiarla, dicendole che non può sopravvivere in quell'ambiente; ciò nonostante non la manda via.

## Produzione
Le riprese del film sono iniziate l'8 aprile 2015 a Los Angeles, altre riprese vengono effettuate a Niland e Bombay Beach, sempre in California.

## Promozione
Il primo trailer del film viene diffuso il 13 febbraio 2017.

## Distribuzione
Dopo la première alla Mostra internazionale d'arte cinematografica di Venezia, il film è stato proiettato l'8 settembre al Toronto International Film Festival e successivamente al Fantastic Fest di Austin.
La pellicola è stata distribuita da Netflix.

## Riconoscimenti
- 2016 - Mostra internazionale d'arte cinematografica di Venezia[1][8]
  - Premio speciale della giuria
  - Candidatura al Leone d'oro
- 2015 - California on Location Awards
  - Candidatura per la miglior location dell'anno per un film indipendente a Dave Conway
- 2017 - International Online Cinema Awards
  - Candidatura per la miglior fotografia a Lyle Vincent